# Pedernales (província)
Pedernales (del significat en castellà 'Sílexs') és la província més al sud de la República Dominicana, incloent l'illa en alta mar Isla Beata. Va ser separada de la província de Barahona el 1957. Té una superfície de 2.074,53km², 1.374km² pertanyen al Parc Nacional Jaragua Segons l'UNFPA, el 2012 el trenta per cent de la població de la província era d'origen haitià el 2015 es va calcular eren un 50% de la població.

## Municipis i districtes municipals
Des del 20 de juny de 2006 la província està dividida en els següents municipis i districtes municipals (DM):
- Pedernales, capital de la província, districte municipal: José Francisco Peña Gómez
- Oviedo, districte municipal: Juancho

Taula dels municipis i els districtes municipals amb població segons el cens del 2012.
| Nom                  | Població total | Població urbana | Població rural |
| -------------------- | -------------- | --------------- | -------------- |
| Oviedo               | 10.986         | 3.699           | 7.287          |
| Pedernales           | 27.955         | 16.967          | 10.988         |
| Pedernales Província | 38.941         | 20.666          | 18.275         |